# Jan Lenkiewicz-Ipohorski
Jan Lenkiewicz-Ipohorski h. Kotwicz (ur. 1881 w Berezówce, zm. po 1939 prawd. w Auschwitz-Birkenau) – polski ziemianin, rolnik, działacz niepodległościowy i społeczny, poseł na Sejm IV kadencji (1935–1938) w II Rzeczypospolitej.

## Życiorys
Urodził się w Berezówce (później obwód bobrujski). Studiował w Moskwie. Wówczas uczestniczył w działalności niepodległościowej w Rosji, był trzykrotnie więziony, następnie zesłany. Pod koniec I wojny światowej w 1917 roku był członkiem Związku Wojskowych Polaków i żołnierzem I Korpusu Polskiego. 
W okresie międzywojennym prowadził własny majątek Leśniewo (powiat makowski).
Pełnił wiele funkcji społecznych, był m.in.: członkiem Rady Gminnej, Rady i Wydziału Powiatowego, prezesem Okręgowego TOKR, radcą Izby Rolniczej, członkiem BBWR i Grupy „Jutro Pracy”.
W wyborach parlamentarnych w 1935 roku został wybrany posłem na Sejm IV kadencji (1935–1938) 25 243 głosami z okręgu nr 9, obejmującego powiaty: mławski, ciechanowski, przasnyski i makowski. W kadencji tej należał do Grupy „Jutro Pracy” i pracował w komisjach: oświatowej i pracy.
Prawdopodobnie zginął w obozie koncentracyjnym Auschwitz-Birkenau lub w Mauthausen.

## Życie rodzinne
Ożenił się z Marią Porębską, z którą miał córkę Bronisławę i dwóch synów: Wiesława (1910–1943) – nauczyciela, oficera Wojska Polskiego, cichociemnego, i Janusza (1916–2007).

## Ordery i odznaczenia
- Krzyż Kawalerski Orderu Odrodzenia Polski (9 listopada 1931)[5]